# 里斯米爾鎮區 (阿肯色州華盛頓縣)
里斯米爾鎮區（英語：Rheas Mill Township）是位於美國阿肯色州華盛頓縣的一個行政鎮區。

## 地方資料
里斯米爾鎮區的面積為42.46平方千米，當中陸地面積為41.91平方千米，而水域面積為0.55平方千米。根據2010年美國人口普查的數據，當地共有人口569人，而人口密度為每平方千米13.4人。